# 黃詩書
黃詩書（1929年7月1日—2001年9月23日），越南新音樂重要音樂家之一，筆名包括尊女茶眉、尊女豔紅、碧溪、肇豐等。

## 生平
黃詩書1929年7月1日出生於廣治省肇豐縣碧溪村，是昌溪黃族的14代。
2001年9月23日上午八時，黃詩書在加利福尼亞州格倫代爾的家中去世。

## 家庭
黃詩書有一個養子黃詩韜，也是一位音樂家。